# Palpita joiceyi
Palpita joiceyi là một loài bướm đêm trong họ Crambidae.